# Флоринда Болкан
Флоринда Болкан (на италиански: Florinda Bolkan) е бразилска актриса и модел. 

## Биография
Флоринда Соарес Булкао е родена на 15 февруари 1941 година в Урубуретама, Сеара, Бразилия. Живяла е във Форталеза и Рио де Жанейро, работи като инспектор полети на бразилския международен превозвач „Varig“, владее английски, италиански и френски език. Булкао се премества в Италия през 1968 г., след като е открита от режисьора Лукино Висконти. Тя променя името си на Флоринда Болкан, защото смята, че ще бъде по-удобно за международната публика.

### Кариера
Болкан играе заедно с Ринго Стар в първия си филм „Бонбони“ (Candy, 1968). Работи в повече от 40 филма, главно в Италия. Тя е режисирана от Виторио Де Сика в „Кратка ваканция“ (Una Breve Vacanza, 1973).  Под ръководството на Елио Петри играе в „Следствие по делото на гражданина извън всякакво подозрение“. Енрико Мария Салерно я режисира във „Венецианска загадка“ (Anonimo Veneziano, 1970). Партнирала е с Жан-Луи Трентинян, Джан Мария Волонте, Джон Касаветис, Ани Жирардо и други.
Подобно на София Лорен, Клаудия Кардинале и Моника Вити, тя също печели три пъти наградата „Давид на Донатело“ – италиански еквивалент на наградата „Оскар“ в Холивуд.
През 2000 г. Болкан дебютира като режисьор в бразилския филм „Не познавах Туруру“ (Eu Não Conhecia Tururu, 1975), в който играе и главна роля. На филмовия фестивал в Грамадо (Бразилия) е номинирана за наградата „Златна статуетка Кикитос за най-добър филм“.  Тя продължава да се снима в европейски филми, предимно италиански.

### Личен живот
В продължение на 20 години Флоринда Болкан, която е хомосексуална, е интимна партньорка на графиня Марина Сиконя,  продуцент на филма „Кратка ваканция“.
Моделът Сония Рибейро, сестра на Болкан, се омъжва за Вили Богнер-младши през 1972 г.

## Избрана филмография

### Кино
| Година | Филм                                                        | Оригинално заглавие                                   | Режисьор              | Роля          |
| ------ | ----------------------------------------------------------- | ----------------------------------------------------- | --------------------- | ------------- |
| 1969   | Помислете за една вечер на вечеря                           | Metti, una sera a cena                                | Джузепе Патрони Грифи | Нина          |
| 1969   | Доста сложно момиче                                         | Una ragazza piuttosto complicata                      | Дамяно Дамяни         | Грета         |
| 1969   | Залезът на боговете                                         | La caduta degli dei                                   | Лукино Висконт        | Олга          |
| 1970   | Следствие по делото на гражданина извън всякакво подозрение | Indagine su un cittadino al di sopra di ogni sospetto | Елио Петри            | Аугуста Терци |
| 1970   | Венецианска загадка                                         | Anonimo veneziano                                     | Енрико Мария Салерно  | Валерия       |
| 1973   | Скъпи родители                                              | Cari genitori                                         | Енрико Мария Салерно  | Джулия Бонани |
| 1973   | Кратка ваканция                                             | Una breve vacanza                                     | Виторио Де Сика       | Клара Матаро  |
| 1985   | Капанът                                                     | La gabbia                                             | Елио Петри            | Елена         |
| 2000   | Не познавах Туруру                                          | Eu Não Conhecia Tururu                                | Флоринда Болкан       | Елеонора      |
| 2020   | Ако само                                                    | Magari                                                | Женева Елкан          | Олга          |

| Легенда                                                                                            |
| -------------------------------------------------------------------------------------------------- |
| Награда „Златна чиния Давид на Донатело за най-добро изпълнение“                                   |
| Награда „Давид на Донатело за най-добра актриса“                                                   |
| Награда на Асоциацията на филмовите критици в Лос Анджелис за най-добра актриса                    |
| Номинация за награда „Златна статуетка Кикитос за най-добър филм“ от фестивала в Грамадо, Бразилия |

### Телевизия
| Година | Филм                         | Оригинално заглавие | Режисьор           | Роля          |
| ------ | ---------------------------- | ------------------- | ------------------ | ------------- |
| 1984   | Октопод, 6 епизода           | La piovra           | Дамяно Дамяни      | Олга Камастра |
| 1986   | Октопод II сезон, 6 епизода  | La piovra 2         | Флорестано Ванчини | Олга Камастра |
| 1995   | Октопод VII сезон, 6 епизода | La piovra 7         | Луиджи Перели      | Олга Камастра |